# Trehalosa

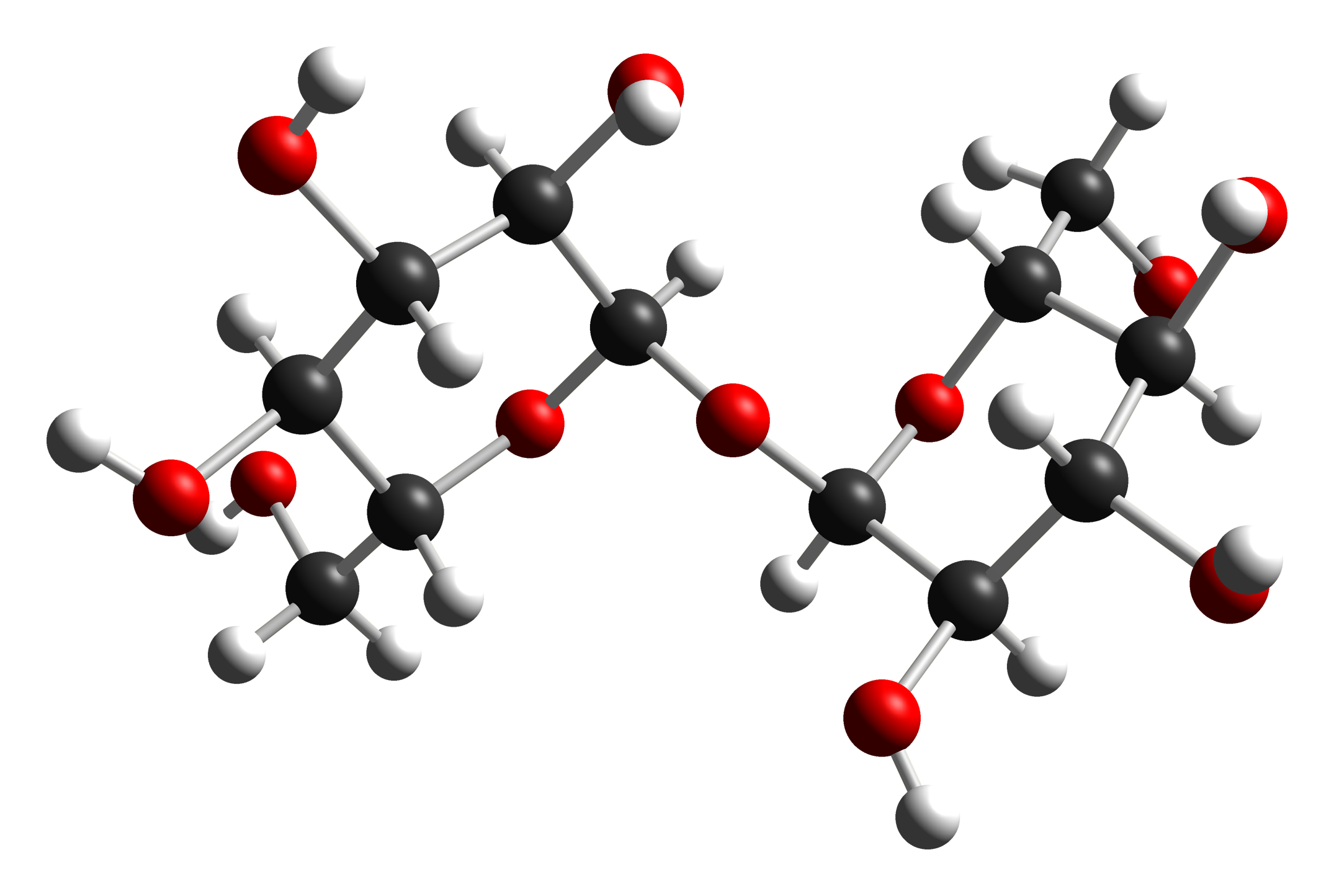
Fórmula en tres dimensions

La Trehalosa, també coneguda com a micosa o tremalosa, és un disacàrid natural format per un enllaç de α,α-1,1-glucòsid entre dues unitats de α-glucosa. El 1832, H.A.L. Wiggers descobrí trehalosa en el fong banyut del sègol, i el 1859 Marcellin Berthelot l'aïllà. Pot ser sintetitzat per fongs, plantes i animals invertebrats. Està implicat en l'habilitat de les plantes i animals de resitir llargs períodes de sequedat (aanhidrobiosi). Es fa servir per un ampli espectre d'aplicacions comercials.

## Propietats químiques
la Trehalosa és un sucre no reductor, els enllaços fan a la trehalosa molt resistent a la hidròlisi àcida i, per tant, estable en solucions a altes temperatures. L'enzim trehalasa la trenca. La trehalosa té el 45% de dolçor que la sacarosa.

## Propietats biològiques
En els animals, la trehalosa es presenta en crustacis i insectes on és la principal font d'energia per volar.
A les plantes hi ha trehalosa a les pipes de gira-sols i en el gènere [Selaginella] entre altres plantes, i en algues marines. Dins dels fongs és prevalent en les espècies shiitake (Lentinula edodes), maitake (Grifola fondosa), nameko (Pholiota nameko), i orella de Judes (Auricularia auricula-judae), les quals poden contenir entre 1% a 17% percent de trehalosa en pes sec. També es troba en llevats com, per exemple, el del vi.